# 弗洛雷斯長鼻鼠屬
弗洛雷斯長鼻鼠屬（Paulamys），哺乳綱、囓齒目、鼠科的一屬，而與弗洛雷斯長鼻鼠屬（弗洛雷斯長鼻鼠）同科的動物尚有溝齒澤鼠屬（溝齒澤鼠）、雲鼠屬（雲鼠）、酋家鼠屬（酋家鼠）、新幾內亞水鼠屬（朱脅水鼠）等之數種哺乳動物。